# 速霸陸Bighorn
速霸陸Bighorn（日语：スバル・ビッグホーン）乃是日本富士重工業於1988年至1993年間販售的越野車、中型運動型多用途車，其原型為五十鈴汽車出品的五十鈴Trooper（日規名稱五十鈴Bighorn）。由於富士重工業和五十鈴汽車之間簽署了OEM代工協議，故換上速霸陸的廠徽銘牌。詳細的機械構造規格，請參閱五十鈴Trooper之條目。

## 概要與歷史
1980年代末期到1990年代初期之間，富士重工業曾和五十鈴汽車有過短暫的合作關係，前者以第三代Leone五門旅行車換牌成五十鈴Geminett II、第一代Legacy四門轎車換牌成五十鈴Aska CX。這是因為五十鈴汽車打算退出乘用車的領域，專心經營皮卡貨車、SUV及商用車等車種；至於富士重工業則需要SUV來補齊產品線，以因應彼時流行的RV休閒風潮。於是雙方一拍即合，各自替對方代工製造所欠缺的產品線。當時日本本土市場裡共有五十鈴Bighorn、速霸陸Bighorn、本田Horizon等三款兄弟車，除了本田Horizon具有重新設計過的進氣壩外，五十鈴Bighorn及速霸陸Bighorn的差別僅在廠徽銘牌而已。

### 第一代（1988年-1992年）
1988年 - 11月由五十鈴汽車OEM代工供應，速霸陸Bighorn正式發售。車體區分成長軸版及短軸版二種，皆搭載2.8L直列四缸4JB1-T型渦輪增壓柴油引擎，設定為五速手動排檔或四速自動排檔兩種變速系統。

### 第二代（1992年-1993年）
1992年 - 因為Trooper改朝換代而跟著大改款，動力來源有3.2L V型六缸DOHC 6VD1型引擎及3.1L直列四缸渦輪增壓柴油引擎等二種，可搭配五速手動排檔或四速自動排檔，全部車型皆裝有蓮花設計的升級套件。翌年由於富士重工業和五十鈴汽車的OEM合約期滿，速霸陸Bighorn終止發售。

#### 安全性召回
2004年4月14日富士重工業曾召回76輛1992年2月5日至1993年4月2日之間製造的第二代Bighorn檢修，因為馬達電線端子蓋的形狀及材質設計不良，老化的端子蓋容易黏著在電線上，造成馬達無法運作。同年7月29日該公司又針對相同車型進行安全性召回，由於暖氣加熱器的連接座設計不良，經年老化後端子部位產生氧化物，容易導致發熱，嚴重時甚至可能引發燃燒。是以該公司針對1992年1月31日至1993年4月3日之間製造的314輛車召回，檢修更換不良的連接座。

## 品牌與車名
由於五十鈴Trooper這款車（共有兩代車型）具有眾多不同品牌的兄弟車，茲詳列如下：
- 亞洲（日本除外）：五十鈴Trooper、雪佛蘭Trooper
- 日本：五十鈴Bighorn、速霸陸Bighorn、本田Horizon
- 北美洲：五十鈴Trooper II（1983年-1989年）、五十鈴Trooper（1990年-2002年）、謳歌SLX
- 南美洲、非洲：五十鈴Trooper、雪佛蘭Trooper
- 哥倫比亞：雪佛蘭Trooper（第一代）、雪佛蘭Trooper 960（第二代）
- 委內瑞拉：Caribe 442
- 歐洲：五十鈴Trooper、歐寶Monterey（1994年-2002年）
- 英國：佛賀Monterey（1994年-1998年）
- 澳洲：霍頓Jackaroo、霍頓Monterey
- 紐西蘭：五十鈴Trooper、五十鈴Bighorn、霍頓Jackaroo、霍頓Monterey

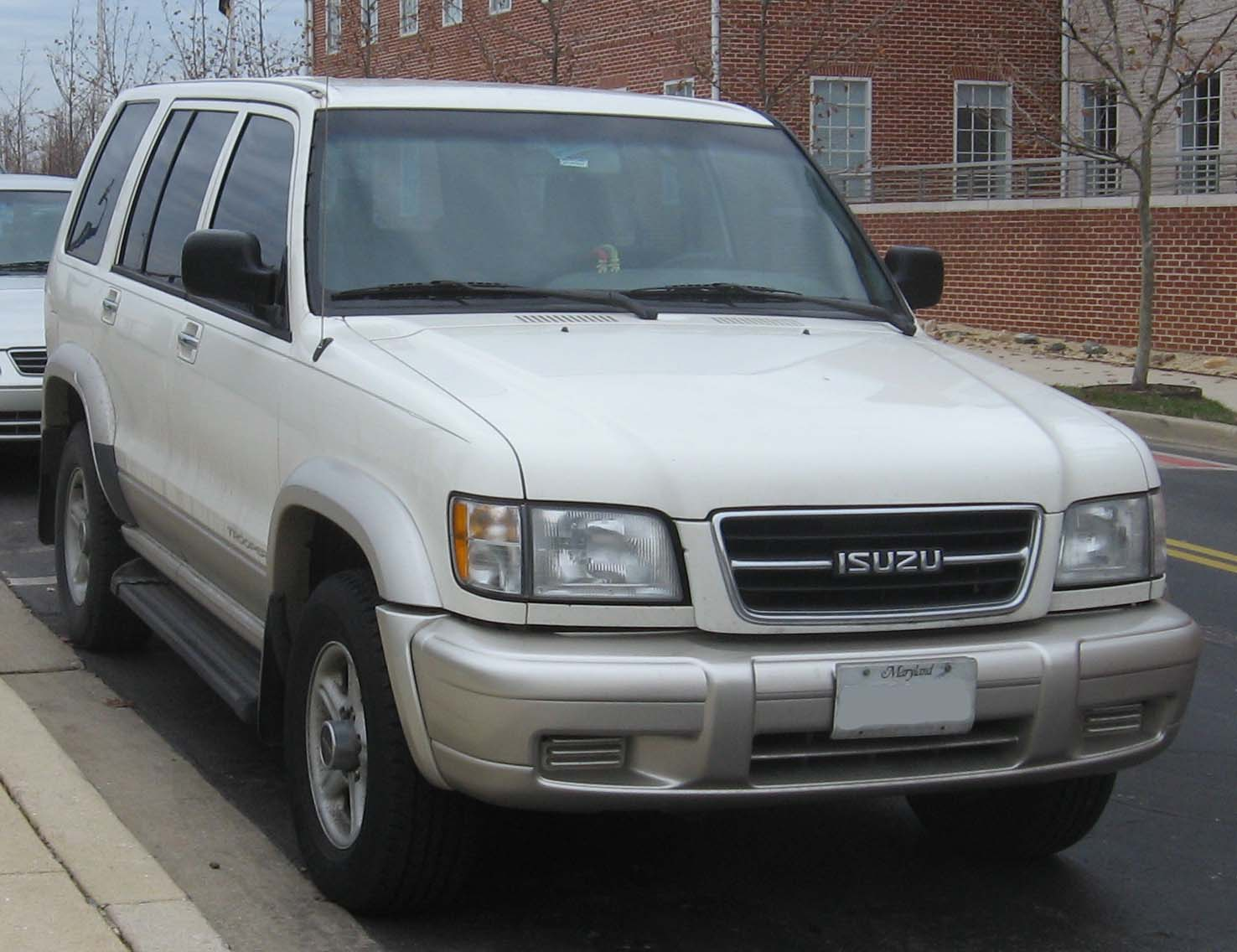
第二代五十鈴Trooper
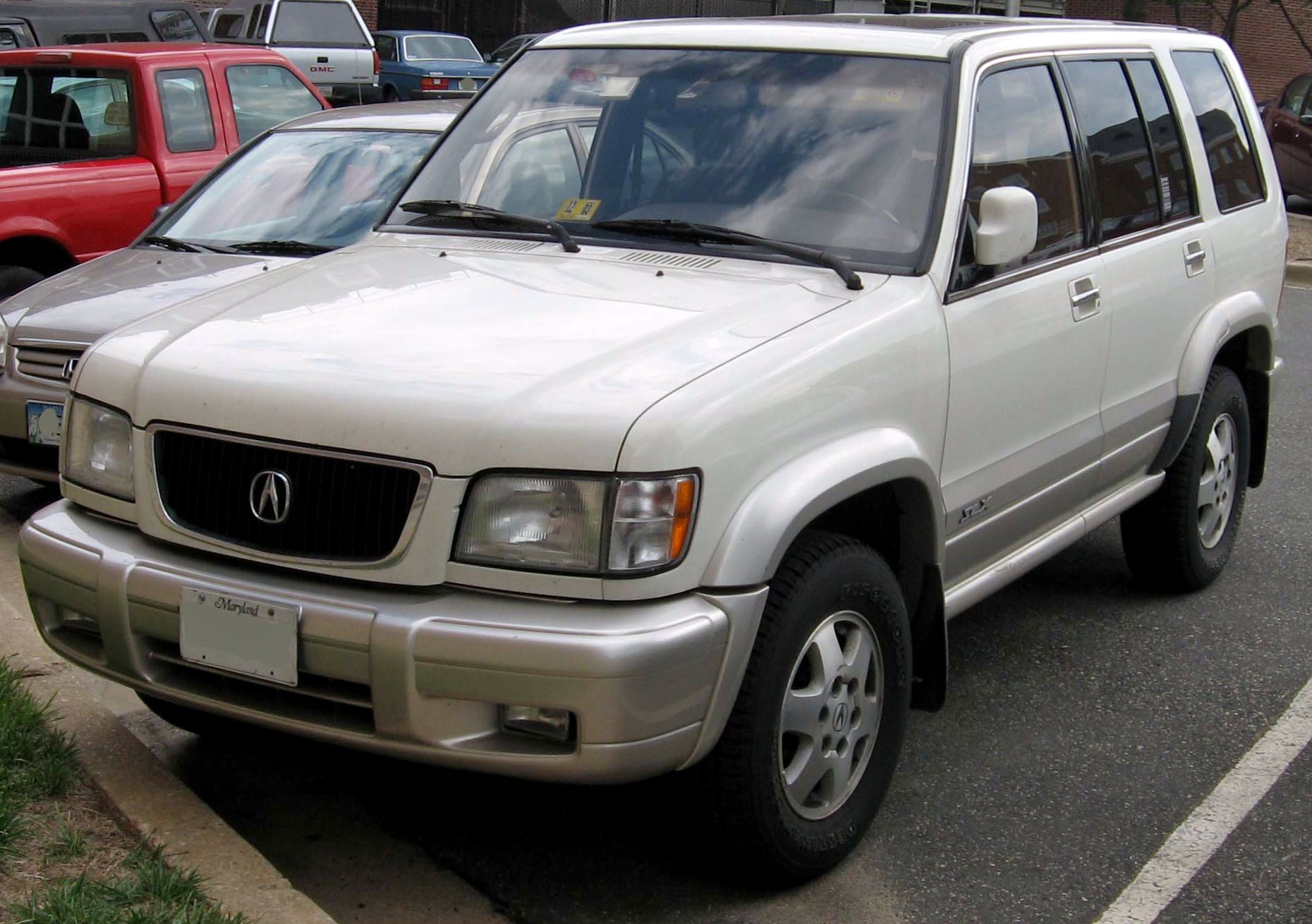
謳歌SLX
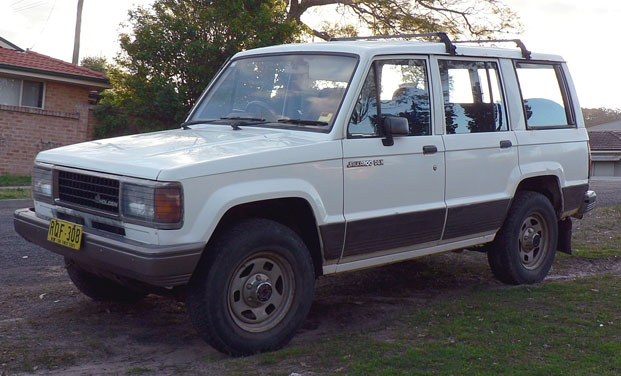
第一代霍頓Jackaroo
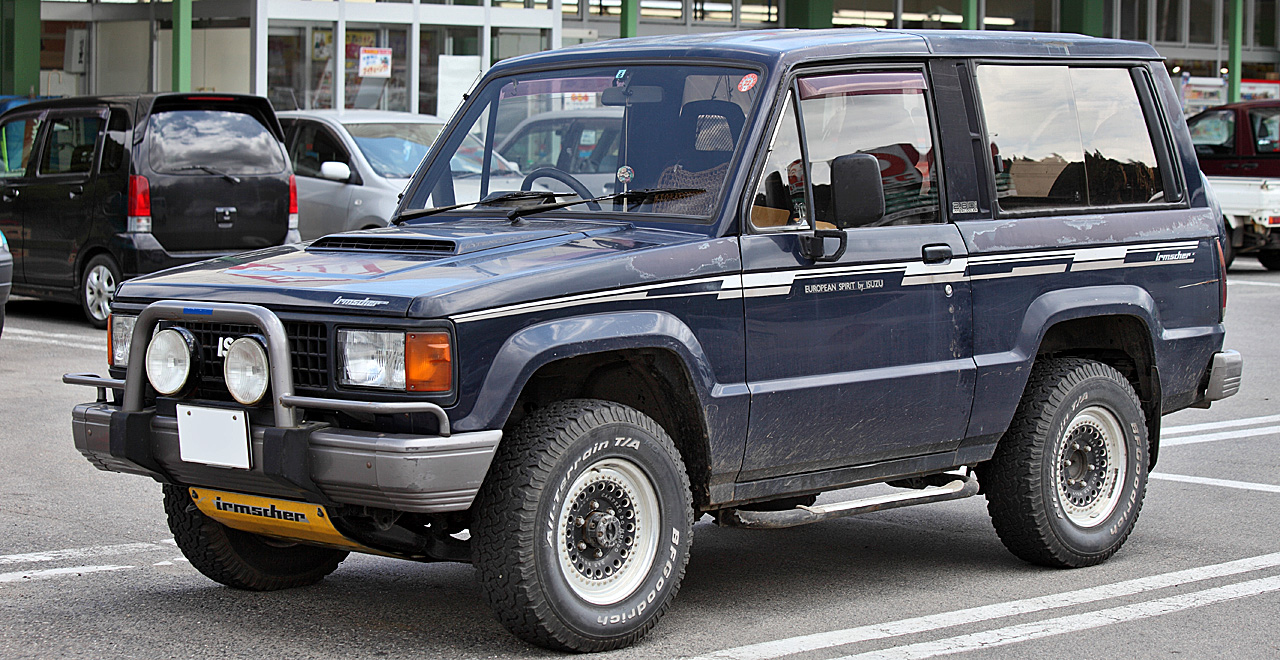
日規版五十鈴Bighorn
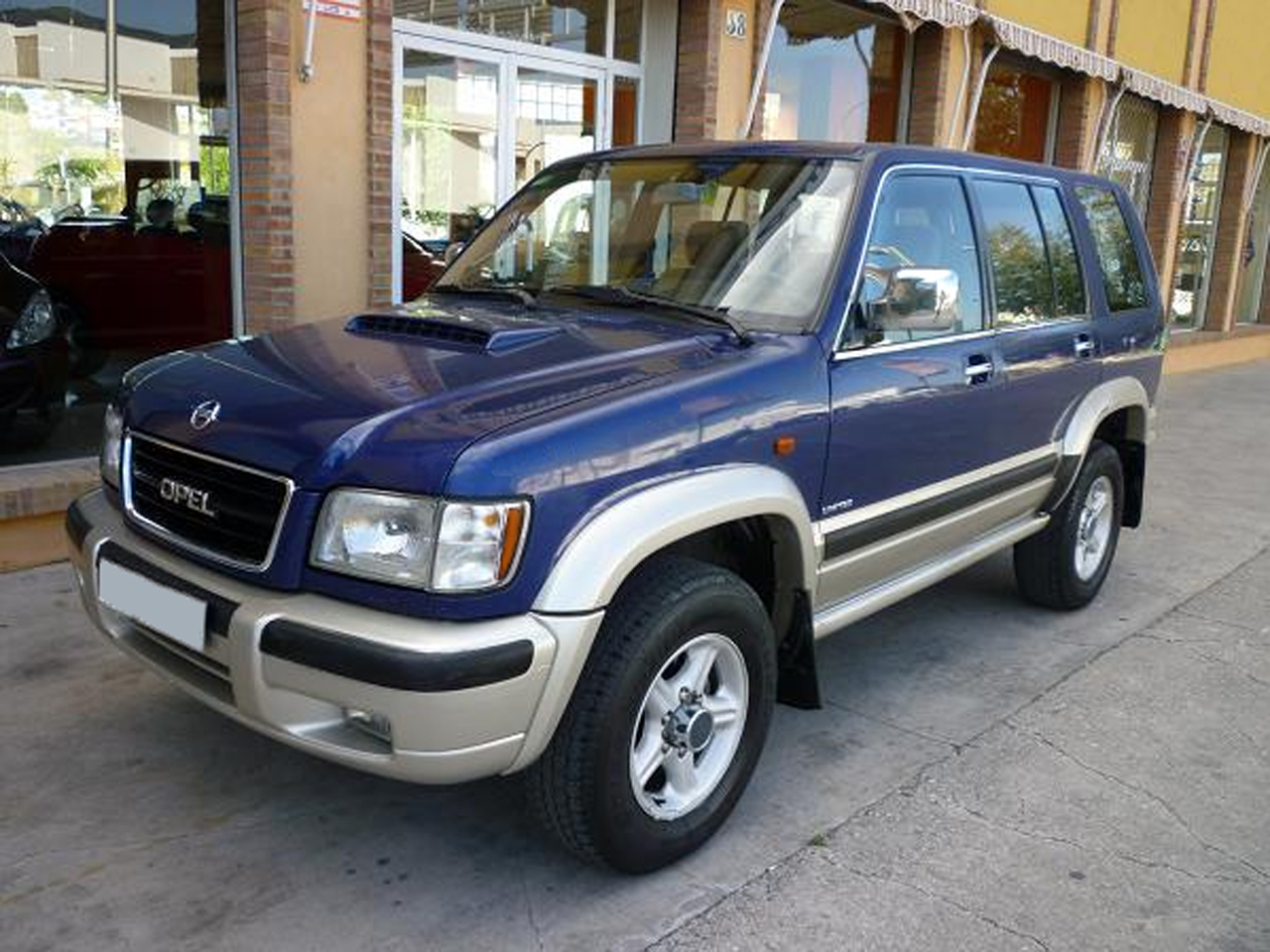
歐寶Monterey

## 外部連結
- （日語）Goo-net自動車カタログ：ビッグホーン（スバル BIGHORN）のカタログ・スペック情報 （页面存档备份，存于）